# 978 Aidamina
978 Aidamina eller 1922 LY är en asteroid i huvudbältet, som upptäcktes 18 maj 1922 av den sovjetiske astronomen Sergej Beljavskij vid Simeiz-observatoriet på Krim. Den är uppkallad efter Aida Minajevna, en vän till upptäckaren.
Asteroiden har en diameter på ungefär 92 kilometer.